# 스위스 시장 지수

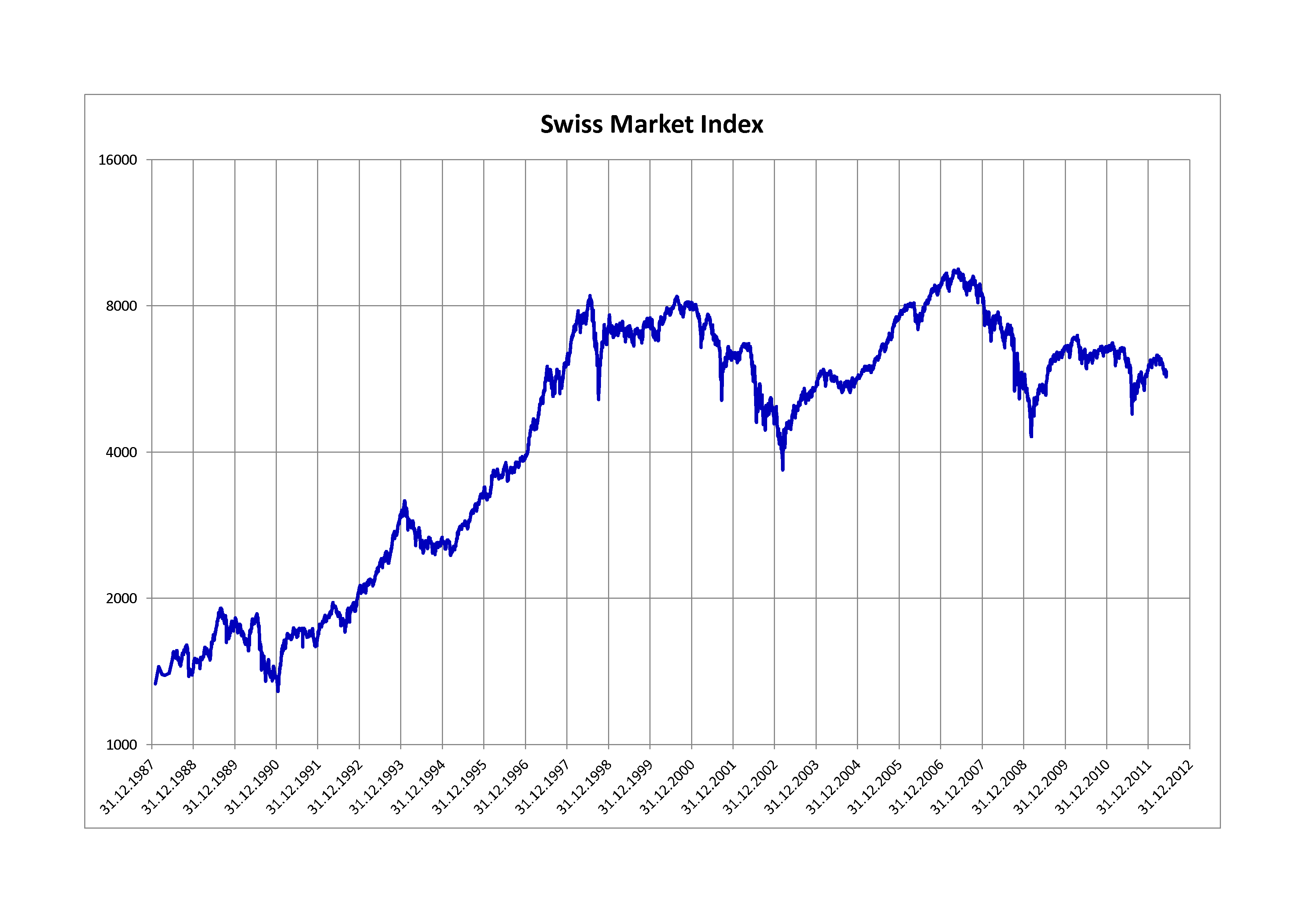
1988년부터 2012년까지의 SMI 차트

스위스 시장 지수(영어: Swiss Market Index, SMI)는 스위스의 증권거래소에 상장된 우량주 증시 지수로, 스위스에서 가장 크고 가장 유동성이 높은 20개의 대형주와 중형주로 구성되어 있다. SMI 지수의 기준일은 1988년 6월 30일로, 1500.00 포인트를 기준치로 시작되었다.
SMI에 상장된 기업은 현재 전체 스위스 주식 시가 총액의 약 80%를 차지하고 있으며, 스위스 증권거래소에 상장된 스위스 및 리히텐슈타인 주식의 총 거래 회전율의 85 ~ 90%를 차지한다.

## SMI 구성 기업
다음은 SMI를 구성하는 기업의 목록이다. (2019년 4월 30일 기준)
| 기업                   | 산업 분류              | 본사 소재지   | SMI 지수 코드 |
| ---------------------- | ---------------------- | ------------- | ------------- |
| ABB                    | 전기 및 전자 장비      | 취리히 주     | ABBN          |
| Adecco                 | 사업 훈련 및 고용 기관 | 취리히 주     | ADEN          |
| Alcon                  | 헬스 케어              | 프리부르 주   | ALC           |
| Credit Suisse          | 은행                   | 취리히 주     | CSGN          |
| Geberit                | 건축 자재 및 설비      | 장크트갈렌 주 | GEBN          |
| Givaudan               | 특수 화학제품          | 제네바 주     | GIVN          |
| LafargeHolcim          | 건축 자재 및 설비      | 장크트갈렌 주 | LHN           |
| Lonza                  | 제약 및 생명 공학      | 바젤슈타트 주 | LONN          |
| Nestlé                 | 식품                   | 보 주         | NESN          |
| Novartis               | 의약품                 | 바젤슈타트 주 | NOVN          |
| Richemont              | 의류 및 액세서리       | 제네바 주     | CFR           |
| Roche                  | 의약품                 | 바젤슈타트 주 | ROG           |
| SGS                    | 비즈니스 지원 서비스   | 제네바 주     | SGSN          |
| Sika                   | 특수 화학제품          | 추크 주       | SIKA          |
| Swatch Group           | 의류 및 액세서리       | 베른 주       | UHR           |
| Swiss Life             | 생명 보험              | 취리히 주     | SLHN          |
| Swiss Re               | 재보험                 | 취리히 주     | SREN          |
| Swisscom               | 유선 통신              | 베른 주       | SCMN          |
| UBS                    | 은행                   | 취리히 주     | UBSG          |
| Zurich Insurance Group | 보험                   | 취리히 주     | ZURN          |